# 다베이비
조나단 린데일 커크(Jonathan Lyndale Kirk, 1991년 12월 22일~)는 예명 다베이비(DaBaby)로 더 잘 알려진 미국의 래퍼이다. 2019년에 데뷔 정규 음반 Baby on Baby를 발매했고, 수록곡 "Suge"는 빌보드 핫 100 7위를 기록했다. 같은 해에 2번째 정규 음반 Kirk를 발매했고, 이는 빌보드 200 1위로 진입했다.
2020년에 3번째 정규 음반 Blame It on Baby를 발매했고, 이는 미국에서 1위를 기록했다. 수록곡 "Rockstar"는 7주 동안 빌보드 핫 100 1위를 기록했고, 그래미 어워드 올해의 레코드 후보에 올랐다. 2022년에 4번째 정규 음반 Baby on Baby 2를 발매했다.

## 생애 및 학력
조나단 린데일 커크는 1991년 12월 22일에 오하이오주 클리블랜드에서 태어났고, 6살 때 노스캐롤라이나주 샬럿으로 이사 갔다. 형 2명과 함께 에미넴, 50 센트, 릴 웨인의 음악을 들으면서 자랐다.
노스캐롤라이나 대학교 그린즈버러를 2년 동안 다녔다.

## 경력

### 2015-2019:Baby on Baby와Kirk
커크는 2015년에 베이비 지저스(Baby Jesus)라는 예명으로 데뷔 믹스테이프 NonFiction을 발매했다. 이후 예명을 다베이비로 변경했고, 사우스 코스트 뮤직 그룹과 계약했다.
2019년 1월에 인터스코프 레코드와 계약했다. 3월에 데뷔 정규 음반 Baby on Baby를 발매했고, 이는 빌보드 200 7위를 기록했다. 수록곡 "Suge"는 빌보드 핫 100 7위를 기록했고, 그래미 어워드 최우수 랩 퍼포먼스와 최우수 랩 노래 후보에 올랐다. 6월에 XXL 프레시맨 클래스에 선정되었다. 9월에 2번째 정규 음반 Kirk를 발매했고, 이는 빌보드 200 1위로 진입했다. 2019년에 20곡을 차트에 올려 그 해 핫 100에 가장 많은 곡을 진입시킨 가수가 되었다.

### 2020-현재:Blame It on Baby와Baby on Baby 2
다베이비는 2020년 4월에 3번째 정규 음반 Blame It on Baby를 발매했고, 이는 빌보드 200 1위로 진입했다. 수록곡 "Rockstar"는 7주 동안 빌보드 핫 100 1위를 기록했고, 그래미 어워드 올해의 레코드 후보에 올랐다. 6월에 BET 어워드에서 최우수 남성 힙합 아티스트를 수상했다. 또한 잭 할로의 노래 "Whats Poppin Remix"에 피처링했고, 이는 핫 100 2위에 올랐다. 7월에 팝 스모크의 노래 "For the Night"에 피처링했고, 이는 핫 100 6위에 올랐다. 사망한 형을 추모하기 위해 11월에 EP My Brother's Keeper (Long Live G)를 발매했다.
2022년 3월에 영보이 네버 브로크 어게인과 믹스테이프 Better than You를 발매했고, 9월에 4번째 정규 음반 Baby on Baby 2를 발매했다.

### 기타 활동
다베이비는 빌리언 달러 베이비 엔터테인먼트를 설립해 스터나 4 베가스, 케이킬로, 위스덤, 리치 덩크, DJ K.I.D를 영입했다.

## 예술성
다베이비는 "스타카토의 정확하고 잔인한 랩 스타일"이 특징적이다. <가디언>의 제프 바이스는 그가 "재미있는 패러디로 가득한 비디오를 만드는 것을 두려워하지 않는, 창의적인 랩 스타일리스트"로서 버스타 라임스, 에미넴, 미시 엘리엇, 루다크리스의 계보를 잇는다고 평했다.

## 법적 문제
커크는 2018년에 노스캐롤라이나주 헌터스빌의 월마트에서 가족과 쇼핑을 하던 중 말다툼 끝에 19살 남자를 총으로 쏴 죽였다. 이후 은폐 총기 소지 혐의로 유죄 판결을 받았다. 그는 두 남자가 자신을 총으로 위협했다고 주장했으나, <롤링 스톤>은 2022년에 당시 CCTV 영상을 공개해 이를 반박했다.

## 논란
커크는 2021년에 롤링 라우드 마이애미에서 "만약 당신이 당신을 2주에서 3주 안에 죽게 만들 HIV, 에이즈, 또는 치명적인 성병에 걸리지 않았다면, 휴대전화 손전등을 켜세요. 여성분들, 만약 당신의 성기에서 물 냄새가 난다면, 휴대전화 손전등을 켜세요. 친구들, 주차장에서 음경을 빨고 있지 않다면 휴대전화 손전등을 켜세요."라고 말했다. 많은 사람들은 이 발언을 동성애 혐오라고 비판했고, 그 결과 롤라팔루자 공연이 취소되었다.

## 사생활
커크는 양아들 1명과 딸 3명이 있다. 2020년부터 2021년까지 대니리와 교제했고, 둘 사이에 딸 1명이 있다.
커크의 아버지는 2019년에 돌아가셨다. 그의 형은 2020년에 자살로 생을 마감했다.

## 음반 목록
정규 음반
- Baby on Baby (2019)
- Kirk (2019)
- Blame It on Baby (2020)
- Baby on Baby 2 (2022)

## 투어
- 베이비 온 베이비 투어 (2019)[28]
- 커크 투어 (2019)[29]
- 라이브 쇼 킬라 투어 (2021)[30]
- 베이비 온 베이비 2 투어 (2022)[31]

## 수상 및 후보
| 시상식                     | 연도 | 후보                                                                | 부문                      | 결과 | 각주   |
| -------------------------- | ---- | ------------------------------------------------------------------- | ------------------------- | ---- | ------ |
| BET 어워드                 | 2020 | Kirk                                                                | 올해의 음반               | 후보 | [ 32 ] |
| BET 어워드                 | 2020 | "Bop"                                                               | 올해의 비디오             | 후보 | [ 32 ] |
| BET 어워드                 | 2020 | "Bop"                                                               | 시청자의 선택 상          | 후보 | [ 32 ] |
| BET 어워드                 | 2020 | 본인                                                                | 최우수 남성 힙합 아티스트 | 수상 | [ 32 ] |
| BET 어워드                 | 2021 | Blame It on Baby                                                    | 올해의 음반               | 후보 | [ 33 ] |
| BET 어워드                 | 2021 | "Rockstar"                                                          | 시청자의 선택 상          | 후보 | [ 33 ] |
| BET 어워드                 | 2021 | "Rockstar"                                                          | 최우수 콜라보레이션       | 후보 | [ 33 ] |
| BET 어워드                 | 2021 | "Whats Poppin Remix" (잭 할로 feat. 다베이비, 토리 레인즈, 릴 웨인) | 최우수 콜라보레이션       | 후보 | [ 33 ] |
| BET 어워드                 | 2021 | "Cry Baby" (메건 더 스탤리언 feat. 다베이비)                        | 최우수 콜라보레이션       | 후보 | [ 33 ] |
| BET 어워드                 | 2021 | "For the Night" (팝 스모크 feat. 릴 베이비, 다베이비)               | 최우수 콜라보레이션       | 후보 | [ 33 ] |
| BET 어워드                 | 2021 | 본인                                                                | 최우수 남성 힙합 아티스트 | 후보 | [ 33 ] |
| BET 힙합 어워드            | 2019 | "Suge"                                                              | 최우수 힙합 비디오        | 후보 | [ 34 ] |
| BET 힙합 어워드            | 2019 | 본인                                                                | 핫 티켓 퍼포머            | 후보 | [ 34 ] |
| BET 힙합 어워드            | 2019 | 본인                                                                | 최우수 신인 힙합 아티스트 | 수상 | [ 34 ] |
| BET 힙합 어워드            | 2022 | 다베이비 & 영보이 네버 브로크 어게인                                | 최우수 듀오/그룹          | 후보 | [ 35 ] |
| BET 힙합 어워드            | 2023 | "Shake Sumn"                                                        | 최우수 힙합 비디오        | 후보 | [ 36 ] |
| BET 힙합 어워드            | 2023 | 본인                                                                | 최우수 라이브 퍼포머      | 후보 | [ 36 ] |
| BET 힙합 어워드            | 2023 | 다베이비 & 릴 고트                                                  | 올해의 비디오 감독        | 후보 | [ 36 ] |
| 빌보드 뮤직 어워드         | 2021 | 본인                                                                | 탑 핫 100 아티스트        | 후보 | [ 37 ] |
| 빌보드 뮤직 어워드         | 2021 | 본인                                                                | 탑 스트리밍 송 아티스트   | 후보 | [ 37 ] |
| 빌보드 뮤직 어워드         | 2021 | 본인                                                                | 탑 랩 아티스트            | 후보 | [ 37 ] |
| 빌보드 뮤직 어워드         | 2021 | Blame It on Baby                                                    | 탑 랩 음반                | 후보 | [ 37 ] |
| 빌보드 뮤직 어워드         | 2021 | "Rockstar"                                                          | 탑 핫 100 노래            | 후보 | [ 37 ] |
| 빌보드 뮤직 어워드         | 2021 | "Rockstar"                                                          | 탑 스트리밍 송            | 수상 | [ 37 ] |
| 빌보드 뮤직 어워드         | 2021 | "Rockstar"                                                          | 탑 콜라보레이션           | 후보 | [ 37 ] |
| 빌보드 뮤직 어워드         | 2021 | "Rockstar"                                                          | 탑 랩 노래                | 수상 | [ 37 ] |
| 그래미 어워드              | 2020 | "Suge"                                                              | 최우수 랩 퍼포먼스        | 후보 | [ 38 ] |
| 그래미 어워드              | 2020 | "Suge"                                                              | 최우수 랩 노래            | 후보 | [ 38 ] |
| 그래미 어워드              | 2021 | "Rockstar"                                                          | 올해의 레코드             | 후보 | [ 38 ] |
| 그래미 어워드              | 2021 | "Rockstar"                                                          | 최우수 멜로딕 랩 퍼포먼스 | 후보 | [ 38 ] |
| 그래미 어워드              | 2021 | "Rockstar"                                                          | 최우수 랩 노래            | 후보 | [ 38 ] |
| 그래미 어워드              | 2021 | "Bop"                                                               | 최우수 랩 퍼포먼스        | 후보 | [ 38 ] |
| 그래미 어워드              | 2022 | Justice (Triple Chucks Deluxe) (피처링)                             | 올해의 음반               | 후보 | [ 38 ] |
| 그래미 어워드              | 2022 | Donda (피처링)                                                      | 올해의 음반               | 후보 | [ 38 ] |
| 아이하트라디오 뮤직 어워드 | 2020 | 본인                                                                | 최우수 신인 힙합 아티스트 | 수상 | [ 39 ] |
| 아이하트라디오 뮤직 어워드 | 2020 | "Suge"                                                              | 올해의 힙합 노래          | 수상 | [ 39 ] |
| 아이하트라디오 뮤직 어워드 | 2021 | 본인                                                                | 올해의 힙합 아티스트      | 후보 | [ 40 ] |
| 아이하트라디오 뮤직 어워드 | 2021 | "Rockstar"                                                          | 올해의 노래               | 후보 | [ 40 ] |
| 아이하트라디오 뮤직 어워드 | 2021 | "Rockstar"                                                          | 올해의 힙합 노래          | 후보 | [ 40 ] |
| MTV 비디오 뮤직 어워드     | 2019 | "Suge"                                                              | 여름의 노래               | 후보 | [ 41 ] |

### 내용주
1. ↑  다베이비는 자신의 생일이 1991년 12월 22일이라고 주장하나,[1], 메클렌버그 공공 기록에 따르면 그의 생일은 1991년 12월 21일이다.[2]

### 참조주
1. ↑  DaBabyDaBaby (2019년 11월 12일). “My birthday on the 22nd bro 😂” (트윗).
2. ↑  “Jonathan Lyndale Kirk”. 《Mecklenburg Public Records》.
3. 1 2  Thomas, Fred. “DaBaby Biography”. 《AllMusic》.
4. ↑  M., Emmanuel (2017년 5월 5일). “The Break Presents: DaBaby”. 《XXL》.
5. 1 2  Holmes, Charles (2019년 11월 14일). “The Baby of the Year”. 《Rolling Stone》.
6. ↑  Berry, Peter (2019년 1월 23일). “DABABY SIGNS TO INTERSCOPE RECORDS”. 《XXL》.
7. ↑  “DaBaby Chart History: Billboard 200”. 《Billboard》. 2021년 11월 23일에 확인함.
8. ↑  “2020 GRAMMYs Awards Show: Complete Winners & Nominations List”. 《Grammy》. 2019년 11월 21일.
9. ↑  “2019 XXL FRESHMAN CLASS: MADE FOR THIS”. 《XXL》 (영어). 2019년 6월 20일.
10. ↑  Caulfield, Keith (2019년 10월 6일). “DaBaby Earns First No. 1 Album on Billboard 200 Chart With 'Kirk'”. 《Billboard》.
11. ↑  Zellner, Xander (2019년 10월 8일). “DaBaby Charts 18 Songs on Hot 100, Including All 13 From New Album 'Kirk'”. 《Billboard》.
12. ↑  Caulfield, Keith (2020년 4월 26일). “DaBaby’s ‘Blame It on Baby’ Bumps The Weeknd to Take No. 1 Spot on Billboard 200 Albums Chart”. 《Billboard》.
13. ↑  “2021 GRAMMYs Awards Show: Complete Winners & Nominees List”. 《Grammy》. 2020년 11월 25일.
14. ↑  “DaBaby Chart History: Hot 100”. 《Billboard》. 2023년 6월 27일에 확인함.
15. ↑  Strauss, Matthew (2020년 11월 20일). “DaBaby Shares New EP My Brother's Keeper (Long Live G): Listen”. 《Pitchfork》.
16. ↑  Espinoza, Joshua (2022년 9월 23일). “DaBaby Releases 'Baby on Baby 2' Album”. 《Complex》.
17. ↑  “DaBaby Introduces the Artists on His Billion Dollar Baby Entertainment Roster”. 《XXL》. 2020년 12월 22일.
18. ↑  Weiss, Jeff (2020년 1월 10일). “DaBaby boom: meet the controversial rapper taking over America”. 《The Guardian》.
19. ↑  Coscarelli, Joe (2019년 10월 3일). “DaBaby Blew Up. But Can He Settle Into Stardom?”. 《New York Times》.
20. ↑  Roundtree, Cheyenne (2022년 4월 24일). “Exclusive: Video Undercuts DaBaby’s Self-Defense Claim in 2018 Killing”. 《Rolling Stone》.
21. ↑  Price, Joe (2021년 7월 27일). “DaBaby Receives Backlash for Homophobic Comments While Performing at Rolling Loud Miami (UPDATE)”. 《Complex》 (영어). 2021년 8월 1일에 원본 문서에서 보존된 문서. 2023년 6월 29일에 확인함.
22. ↑  “DaBaby booted from Lollapalooza after homophobic comments”. 《KING-TV》. 2021년 8월 1일.
23. ↑  Yomary, Tatayana (2022년 6월 21일). “Who Are DaBaby's Kids? The Rapper Is a Proud Father”. 《Distractify》.
24. ↑  Mahadevan, Tara (2021년 2월 7일). “DaniLeigh Announces Split From DaBaby on Instagram”. 《Complex》.
25. ↑  “DaBaby Seemingly Confirms He's The Father To DaniLeigh's Baby Girl”. 《Hot97》 (영어). 2021년 10월 27일.
26. ↑  Schatz, Lake (2019년 9월 24일). “DaBaby announces new album, Kirk, featuring Chance the Rapper, Migos, Nicki Minaj, and more”. 《Consequence》.
27. ↑  Eustice, Kyle (2020년 11월 8일). “DaBaby Deactivates His Instagram Account Following Older Brother's Suicide”. 《HipHopDX》.
28. ↑  Sacher, Andrew (2019년 3월 1일). “DaBaby releases ‘Baby On Baby’ project & announces tour”. 《BrooklynVegan》.
29. ↑  Post, Chantilly (2019년 10월 4일). “DaBaby Announces North American "Kirk" Tour With Stunna 4 Vegas”. HotNewHipHop.
30. ↑  Inman, Demicia (2021년 11월 4일). “DaBaby Announces Nationwide Tour 'Live Show Killa' Backed By Rolling Loud”. 《Vibe》 (영어).
31. ↑  Parks, Kendall (2022년 9월 28일). “DaBaby Announces “Baby On Baby 2” Tour Despite Recent Low Ticket Sales”. 《SOHH》. 2023년 6월 26일에 원본 문서에서 보존된 문서. 2023년 6월 26일에 확인함.
32. ↑  “Here Are All the Winners From the 2020 BET Awards”. 《Billboard》. 2020년 6월 28일.
33. ↑  Clark, Anne (2021년 6월 27일). “Megan Thee Stallion Leads the 2021 BET Awards Winners”. 《Vulture》.
34. ↑  “BET Hip Hop Awards 2019: Complete Winners List”. 《Billboard》. 2019년 10월 8일.
35. ↑  Eustice, Kyle (2022년 9월 12일). “KANYE WEST, DRAKE & KENDRICK LAMAR LEAD 2022 BET HIP HOP AWARDS NOMINATIONS”. 《HipHopDX》.
36. ↑  Irvin, Jack (2023년 10월 11일). “BET Hip Hop Awards 2023: See the Complete List of Winners!”. 《People》.
37. ↑  Lash, Jolie; Lamphier, Jason (2021년 5월 24일). “The Weeknd wins big at the Billboard Music Awards: See the full winners list”. 《Entertainment Weekly》 (영어).
38. ↑  “DaBaby”. 《Grammy》 (영어). 2023년 6월 26일에 확인함.
39. ↑  Fields, Taylor (2020년 9월 8일). “2020 iHeartRadio Music Awards Winners: See The Full List”. 《iHeart》 (영어).
40. ↑  Fields, Taylor (2021년 4월 7일). “2021 iHeartRadio Music Awards: See The Full List of Nominees”. 《iHeart》.
41. ↑  Lynch, Joe (2019년 8월 19일). “2019 VMAs Reveal Three New Fan-Voted Categories, Pre-Show Performers: Exclusive”. 《Billboard》.